# Trichia scabra
Trichia scabra, auf Deutsch mitunter als Orangefarbiger Haarstäubling bezeichnet, ist ein weit verbreiteter Schleimpilz (Myxomycet) aus der Familie der Trichiidae.

## Merkmale
Trichia scabra bildet ungestielte Fruchtkörper (Sporokarpe), die meist eine kugelige, seltener eine etwas längliche oder leicht gekrümmte Form besitzen. Sie wachsen in dicht gedrängten Gruppen. In der Nähe der Ansatzstelle am Substrat sind die Sporokarpe orangebraun gefärbt und irisieren dann ein wenig wie Metall. Selten sind sie braun bis dunkelbraun getönt. Die einzelnen Sporokarpe werden 0,4–1 mm breit. Durch den seitlichen Druck in der dichten Anordnung können deformierte einzelne Exemplare bis zu 1,5 mm hoch werden.
Unter den Sporokarpien befindet sich eine der Gruppe gemeinsame, durchsichtig erscheinende häutige Unterlage (Hypothallus). Die Hülle (Peridie) selbst ist hellgelb und glatt. Sie reißt in der oberen Hälfte unregelmäßig auf. Das Haargeflecht (Capillitium) ist unelastisch und leuchtend gelb bis gelb-orange gefärbt. Die Fasern (Elateren) besitzen 3 bis 4 dicht gewickelte Spiralleisten, die im Umriss etwas unregelmäßig sind. Sie weisen feine 1–1,5 µm lange Stacheln auf. Die Elateren sind stellenweise knotig verdickt, wo sie bis zu 8 µm breit sein können; sonst beträgt der Durchmesser 3–6 µm. Das Capillitium weist zahlreiche freie Enden auf, an denen die Fasern kurz (3–13 µm) zugespitzt sind. Die Sporen erscheinen in Masse gelb bis orange, im durchfallenden Licht gelb. Sie sind mit einem kleinmaschigen Netz bedeckt, das stellenweise unterbrochen ist. Die Sporen messen 9–12 µm im Durchmesser; der Randsaum ist 0,5 µm breit.
Das Plasmodium ist weiß.

## Artabgrenzung
Trichia scabra ist durch die irisierende Peridie, das eher orangefarbene als gelbe Capillitium und das Wachstum in dichten Gruppen gekennzeichnet. Ähnlich ist Trichia persimilis, der die orangen Farbtöne fehlen. Mikroskopisch unterscheidet sie sich durch ein großmaschiges Netz auf den Sporen, das unterbrochen und aus kleineren Netzmaschen zusammengesetzt ist. Weitere Verwechslungsmöglichkeiten bestehen mit Vertretern der Gattung Oligonema, die abweichender Merkmale bei den Sporen und beim Capillitium aufweisen.

## Ökologie und Verbreitung
Trichia scabra wächst überwiegend auf totem Laubholz oder dessen Rinde. Seltener sind auch Vorkommen auf Nadelholz wie Fichten und Tannen zu beobachten. Ausgehend von dem besiedelten hölzernen Substrat sind auch Übergänge auf Moose möglich. Die Art ist in Mitteleuropa bis in eine Höhe von 1100 m ü. NHN anzutreffen. Vergesellschaftungen wurden mit Arcyodes incarnata, Arcyria denudata, Hemitrichia calyculata, H. clavata, H. serpula, Lamproderma arcyriodes, dem Blutmilchpilz (Lycogala epidendrum s. l.), Metatrichia vesparium, Perichaena depressa, Physarum contextum, Stemonitis herbatica, Stemonitopsis typhina, Trichia favoginea, T. persimilis und T. varia beobachtet. Das gemeinsame Vorkommen mit der letztgenannten Art ist besonders häufig.
Die Art ist weltweit verbreitet.